# Isabel Bader Centre for the Performing Arts
Das Isabel Bader Centre for the Performing Arts ist ein Kultur- und Bildungszentrum der Queen’s University in Kingston, Ontario, Kanada. Es wurde 2014 eröffnet und durch die großzügige Unterstützung der Namensgeber Alfred und Isabel Bader ermöglicht. Es dient als Heimat für zahlreiche künstlerische und akademische Aktivitäten und vereint Musik, Theater, Film und bildende Kunst unter einem Dach.

## Architektur und Ausstattung
Das Isabel Bader Centre for the Performing Arts – entworfen von Snøhetta (Oslo/New York) und N45 (Ottawa) – liegt am Ufer des Lake Ontario und integriert historische Gebäude, darunter eine Brauerei aus den 1830er Jahren, in eine moderne Architektur. Das Akustik- und Theaterdesign stammt von ARUP und Theatre Projects Consultants. Die Außenfassade besteht aus Edelstahl, der die Umgebung widerspiegelt, während die historischen Teile mit dunklem Holz verkleidet sind.
Das Isabel Bader Centre for the Performing Arts erstreckt sich über eine Fläche von 90.000 Quadratmetern und besitzt
- einen Konzertsaal mit 566 Sitzplätzen und optimierter Akustik für unverstärkte klassische Musik.
- einen Kinosaal mit 92 Plätzen.
- ein Studiotheater, ein Konzertsaal und Produktionsstudios.
- Lehr- und Lernräume für die Drama- und Musikschule der Queen’s University und die Abteilung für Film- und Medienwissenschaften.

## Nutzung und Programm
Das Isabel Bader Centre dient sowohl der Universität als auch der Öffentlichkeit. Neben akademischem Unterricht und Proben finden hier regelmäßig Konzerte, Theateraufführungen, Filmvorführungen und Gemeindeveranstaltungen statt. Besonders hervorzuheben ist das Engagement für Diversität, Inklusion und die Förderung indigener Künstler. Zum 10-jährigen Jubiläum im Jahr 2024 wurden zahlreiche internationale Künstler und Ensembles eingeladen, darunter das Vancouver Symphony Orchestra und das Ukulele Orchestra of Great Britain. Das Isabel Bader Centre wurde als Ort künstlerischer Exzellenz konzipiert und hat sich zu einem kreativen Treffpunkt in Kingston entwickelt. Es gilt als Beispiel für eine gelungene Verbindung moderner Architektur mit historischen Elementen und trägt zur kulturellen Bereicherung der Region bei.